# Rusia la Concursul Muzical Eurovision Junior 2009
Rusia, în 2009, la Concursul Muzical Eurovision Junior, a fost reprezentată de Ekaterina Riabova, obținând locul 2 cu 116 puncte la fel ca Armenia. 

## Selecția Națională
Selecția Națională s-a desfășurat pe 31 mai 2009 (finala).

### Rezultate
| #  | Artist                 | Cântec                                         |
| -- | ---------------------- | ---------------------------------------------- |
| 1  | Aleksandra Kozlova     | "Tsvetnye sny" (Цветные сны)                   |
| 2  | Nellya Kolchina        | –                                              |
| 3  | Ekaterina Ryabova      | "Malenkiy prints" (Маленький принц)            |
| 4  | Arina Doronina         | "Deti, muzyka I tantsy" (Дети, музыка и танцы) |
| 5  | Vlada Sergeeva         | "Emelya" (Емеля)                               |
| 6  | Papiny deti            | "Parus mechty" (Парус мечты)                   |
| 7  | Irina Dzhantemirova    | "Put-doroga" (Путь-дорога)                     |
| 8  | Pavel Artemov          | "Ya lyublyu rock-n-roll" (Я люблю рок-н-ролл)  |
| 9  | Alina Tyumirekova      | "Hora polyh" (Хора полых)                      |
| 10 | Yuliana Savilova       | "Fantazyorka" (Фантазёрка)                     |
| 11 | Esmiral’da Shoniya     | "Devochka-teenager" (Девочка-тинейджер)        |
| 12 | Podruzhki              | "Bashkortostan" (Башкортостан)                 |
| 13 | Akvilon                | "Poletim v lyubov" (Полетим в любовь)          |
| 14 | Anastasiya Tarasova    | Ya uletayu (Я улетаю)                          |
| 15 | Kinder-Surprise        | "Ryzhiy" (Рыжий)                               |
| 16 | Aleksandr Zinov’ev     | "On v Rossiyu hotel" (Он в Россию хотел)       |
| 17 | Alina Shaygorodskaya   | "Solo-shag" (Соло-шаг)                         |
| 18 | Aleksey Tsevtkov       | "Ya lyotchik" (Я лётчик)                       |
| 19 | Anastasiya Karamysheva | "Kukushechka" (Kукуешечка)                     |
| 20 | Muzykal’niy fregat     | "Supermama" (Супермама)                        |